# Diocesi di Mongu
La diocesi di Mongu (in latino: Dioecesis Monguensis) è una sede della Chiesa cattolica in Zambia suffraganea dell'arcidiocesi di Lusaka. Nel 2021 contava 106.400 battezzati su 989.315 abitanti. È retta dal vescovo Evans Chinyama Chinyemba, O.M.I.

## Territorio
La diocesi comprende 11 distretti della Provincia Occidentale dello Zambia: Mitete, Lukulu, Kalabo, Limulunga, Kaoma, Nkeyema, Sikongo, Mongu, Luampa, Nalolo e Senanga.
Sede vescovile è la città di Mongu, dove si trova la cattedrale di Nostra Signora di Lourdes.
Il territorio è suddiviso in 13 parrocchie.

## Storia
La diocesi è stata eretta il 14 giugno 1997 con la bolla De universis di papa Giovanni Paolo II, ricavandone il territorio dalla diocesi di Livingstone.

## Cronotassi dei vescovi
Si omettono i periodi di sede vacante non superiori ai 2 anni o non storicamente accertati.
- Paul Francis Duffy, O.M.I. † (14 giugno 1997 - 15 febbraio 2011 ritirato)
- Evans Chinyama Chinyemba, O.M.I., dal 15 febbraio 2011

## Statistiche
La diocesi nel 2021 su una popolazione di 989.315 persone contava 106.400 battezzati, corrispondenti al 10,8% del totale.
| anno | popolazione | popolazione | popolazione | presbiteri | presbiteri | presbiteri | presbiteri                | diaconi | religiosi | religiosi | parrocchie |
| anno | battezzati  | totale      | %           | numero     | secolari   | regolari   | battezzati per presbitero | diaconi | uomini    | donne     | parrocchie |
| ---- | ----------- | ----------- | ----------- | ---------- | ---------- | ---------- | ------------------------- | ------- | --------- | --------- | ---------- |
| 1999 | 49.397      | 622.458     | 7,9         | 17         | 4          | 13         | 2.905                     |         | 27        | 65        | 10         |
| 2000 | 52.526      | 756.000     | 6,9         | 15         | 3          | 12         | 3.501                     |         | 27        | 60        | 10         |
| 2001 | 53.830      | 756.526     | 7,1         | 22         | 6          | 16         | 2.446                     |         | 29        | 50        | 10         |
| 2002 | 52.827      | 621.492     | 8,5         | 22         | 4          | 18         | 2.401                     |         | 32        | 56        | 10         |
| 2003 | 54.380      | 621.492     | 8,7         | 27         | 6          | 21         | 2.014                     |         | 32        | 56        | 11         |
| 2004 | 56.386      | 621.492     | 9,1         | 28         | 4          | 24         | 2.013                     |         | 42        | 58        | 11         |
| 2007 | 66.042      | 655.000     | 10,0        | 28         | 9          | 19         | 2.358                     | 1       | 47        | 61        | 11         |
| 2013 | 85.643      | 782.000     | 11,0        | 39         | 19         | 20         | 2.195                     |         | 81        | 61        | 13         |
| 2016 | 92.100      | 839.000     | 11,0        | 34         | 14         | 20         | 2.708                     |         | 85        | 47        | 13         |
| 2019 | 100.500     | 934.000     | 10,8        | 38         | 19         | 19         | 2.644                     |         | 104       | 51        | 13         |
| 2021 | 106.400     | 989.315     | 10,8        | 67         | 22         | 45         | 1.588                     |         | 121       | 49        | 13         |